# Sporting San Miguelito
Academia de Fútbol Sporting San Miguelito – panamski klub piłkarski z siedzibą w mieście San Miguelito, w prowincji Panama.
Obecnie (od 1997) występuje na pierwszym szczeblu rozgrywek – Liga Panameña. Domowe mecze rozgrywa na obiekcie Estadio Luis Ernesto „Cascarita” Tapia.

## Osiągnięcia
- Liga Panameña

| zwycięstwo (1):     | 2013 (C) |
| drugie miejsce (1): | 2014 (A) |

## Historia
Podwaliny pod założenie drużyny powstały podczas amatorskich letnich turniejów piłkarskich, organizowanych przez trenera Diogénesa Cabala na boisku Cancha de Calle H, sąsiadującego z budynkiem szkoły Escuela República de Colombia w San Miguelito. Klub oficjalnie powstał 14 lutego 1989 z inicjatywy szkoleniowca Césara „Chino” Moralesa pod nazwą Sporting '89. Na koniec sezonu 1996/1997 awansował do najwyższej klasy rozgrywkowej, bezpośrednio po promocji został przejęty przez hiszpańskich inwestorów. Od początku działalności skupiał się bardziej na szkoleniu młodzieży, niż osiąganiu wyników sportowych. W pierwszej lidze zadebiutował 19 lipca 1997, wygrywając 2:1 z Chiriquí po golach Omar Tejady i Luciano Paza. Początkowo występował na obiekcie Estadio Bernardo „Candela” Gil.
W latach 2002–2005 klub miał siedzibę w mieście Antón w prowincji Coclé, występując pod nazwą Sporting Coclé. Po tym czasie powrócił do San Miguelito i nazwy Sporting '89, zaś w 2007 roku zmienił nazwę na obowiązującą do dzisiaj Sporting San Miguelito. W listopadzie 2011 utworzono pierwszą zarejestrowaną grupę kibicowską klubu (barra), nazywaną „Los AKD” lub „Los Desamparados”.
Pierwsze i jak dotąd jedyne mistrzostwo Panamy klub zdobył w wiosennym sezonie Clausura 2013. Wygrał wówczas w finale ligi z San Francisco (4:1). Trenerem zespołu był wówczas José Anthony Torres, a do czołowych postaci drużyny należeli m.in. Ricardo Clarke, Darwin Pinzón, Juan Ramón Solís, Alex Rodríguez, Aramis Haywood i Rolando Algandona.

## Piłkarze
Klub jest znany ze swojej akademii młodzieżowej, której wychowankami jest wielu reprezentantów Panamy, m.in. Gabriel Gómez, Luis Henríquez, Nicolás Muñoz, Luis Ovalle, Ricardo Clarke, Alex Rodríguez, Cecilio Waterman, Darwin Pinzón i Carlos Small.